# Curt Baake
Curt Baake (* 24. April 1864 in Breslau; † 16. April 1940 in Berlin) war ein deutscher Journalist und sozialdemokratischer Politiker der Weimarer Republik.

## Leben

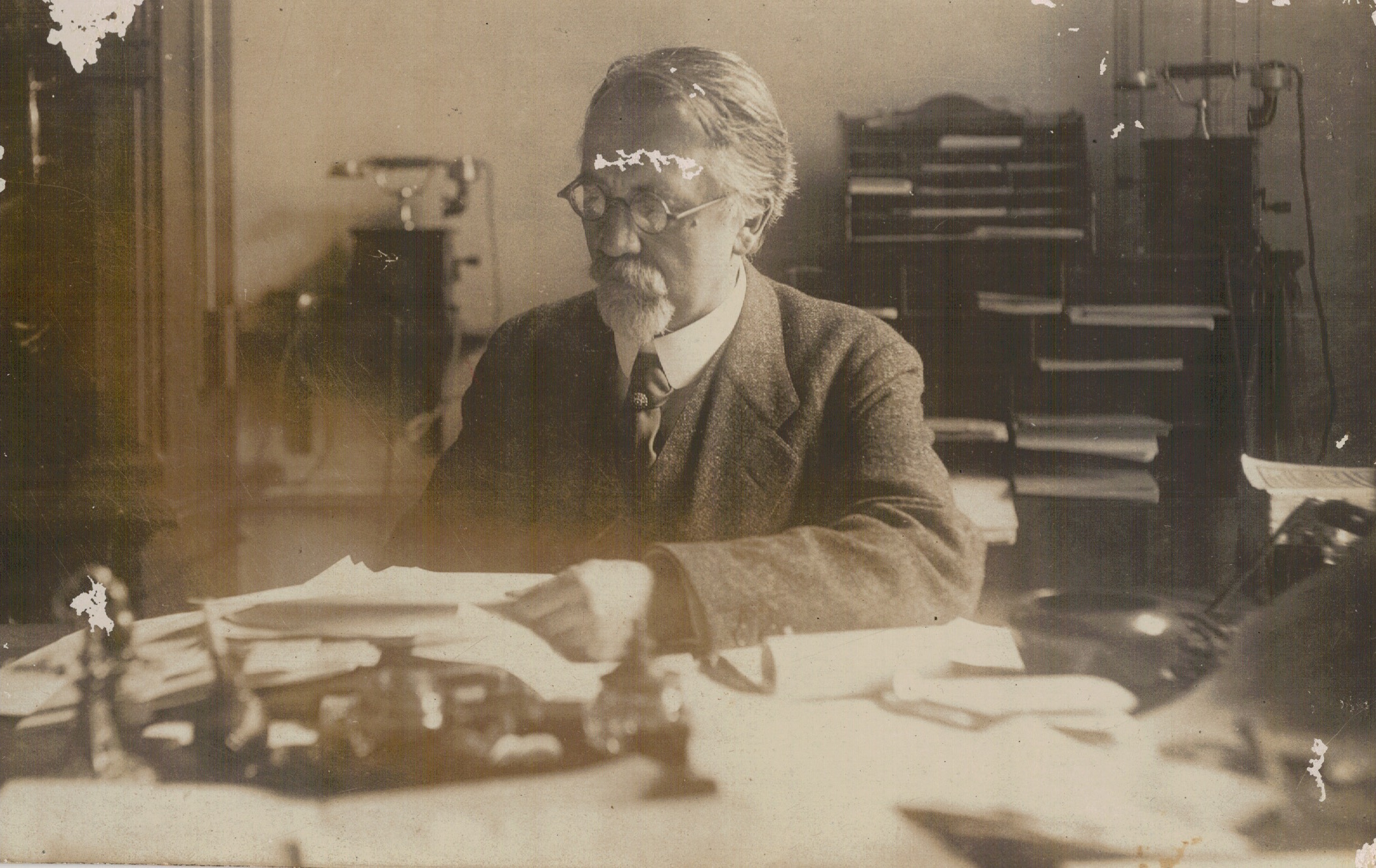
Curt Baake in seinem Büro, um 1925

Er war ab 1884 Redakteur beim sozialdemokratischen „Berliner Volksblatt“ in Berlin. Im Jahr 1894 war er Korrespondent der Schwäbischen Tagwacht. Im Jahr 1890 gehörte er dort zu den Gründern der freien Volksbühne. Von 1891 bis 1893 war er Redakteur der „Neuen Welt“. Seit 1896 gab Baake mit Paul Hirsch die „Politisch-parlamentarische Nachrichten“ heraus. Curt Baake war auch Stadtverordneter in Berlin. Ab 1914 gehörte er zu den Beratern von Friedrich Ebert.

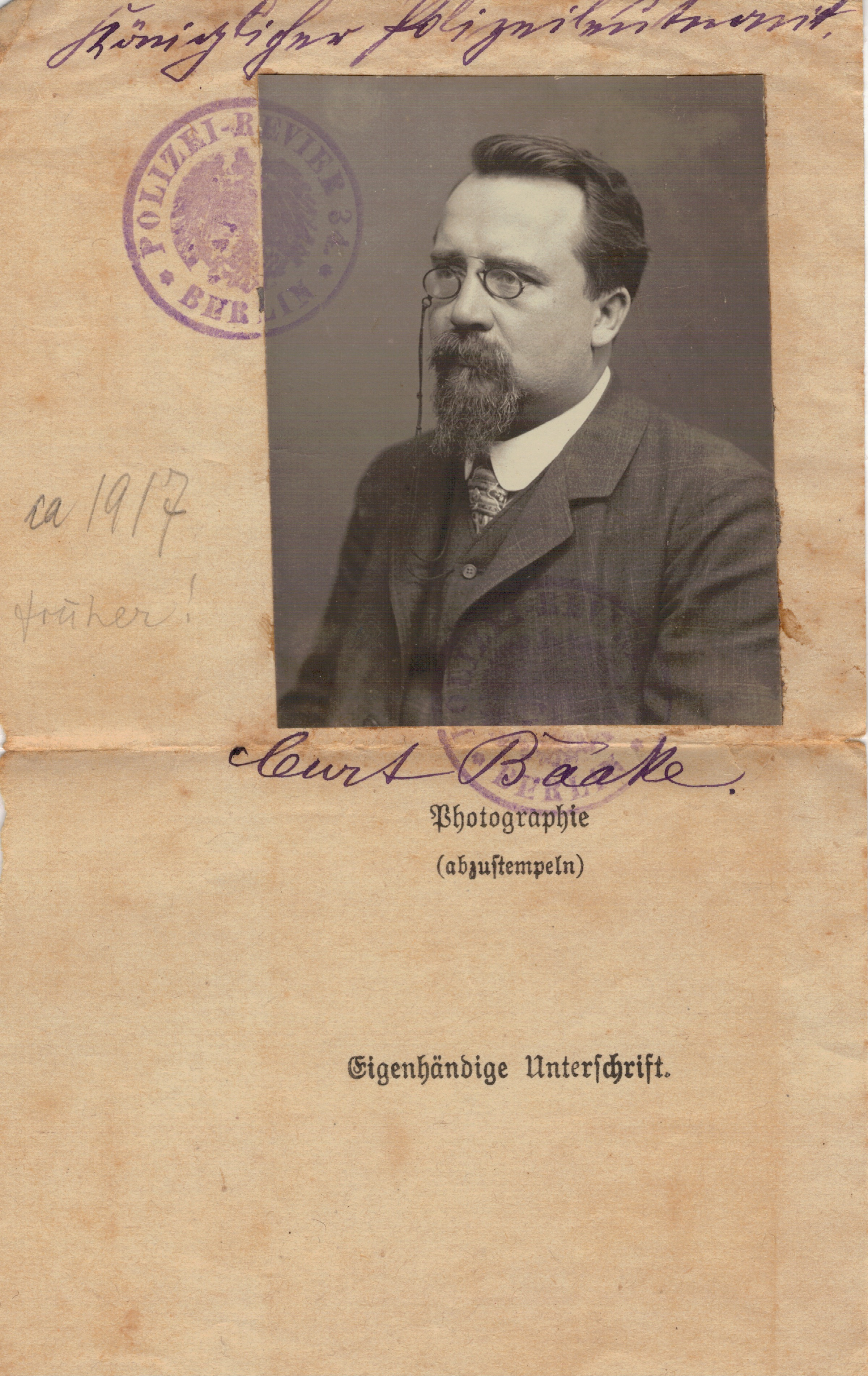
Curt Baake auf polizeilichem Ausweisbild samt Unterschrift, 1917

Baake leitete in seiner Funktion als Unterstaatssekretär vom 12. November 1918 bis zum 3. März 1919 die Reichskanzlei. Als sein Referent arbeitet in dieser Zeit der Journalist Walter Oehme (1892–1969). Inoffiziell trat Baake dabei als „Kabinettschef“ und rechte Hand Friedrich Eberts auf, der im Januar 1919 auch an der Wahl eines geeigneten Tagungsortes für die verfassunggebende Nationalversammlung mitwirkte. Seit dem 11. Februar 1919, nachdem Ebert von der Weimarer Nationalversammlung zum Reichspräsidenten gewählt worden war, trat er neben Franz Krüger, seit Mitte Dezember 1918 Privatsekretär Eberts im Rat der Volksbeauftragten, auch als Leiter des neu eingerichteten Büros des Reichspräsidenten auf. Nach dem Mord an Rosa Luxemburg und Karl Liebknecht soll er gegenüber Gustav Noske gesagt haben: „Die beiden L. sind tot … Das ist das Ende. Die Regierung muß sofort zurücktreten“.  Innerhalb des Büros kam es bald zu Konflikten zwischen Eberts sozialdemokratischen Gefolgsleuten und den Berufsbeamten. Relativ bald wurden die Sozialdemokraten verdrängt. Baake ersuchte bereits am 3. März 1919 um die Entlassung aus dem Reichsdienst.
In den Jahren 1920 und 1933 war Baake Vorsitzender des Verbandes der deutschen Volksbühnen. Außerdem war er seit 1927 erster Vorsitzer des Arbeiter-Radio-Bundes und Mitglied des Kulturbeirats der „Deutschen Welle“.
Daneben leitete Baake bis 1935 auch die lokale Volksbühne in Berlin. Nach der Machtergreifung der Nationalsozialisten wurden indes auch die Volksbühnen sukzessive gleichgeschaltet. Am 8. April 1935 bat Baake dem Reichskulturamtsleiter Franz Moraller von der Reichskulturkammer den Führungsposten des Vereins der Volksbühne e. V. an. Der Vorstand der Volksbühne wurde daraufhin neubesetzt; Baake schied im Oktober 1935 aus seinem Amt als erster Vorsitzender der Volksbühne aus. In den 1930er Jahren stand Baake auch mit Adolf Grimme in Kontakt.

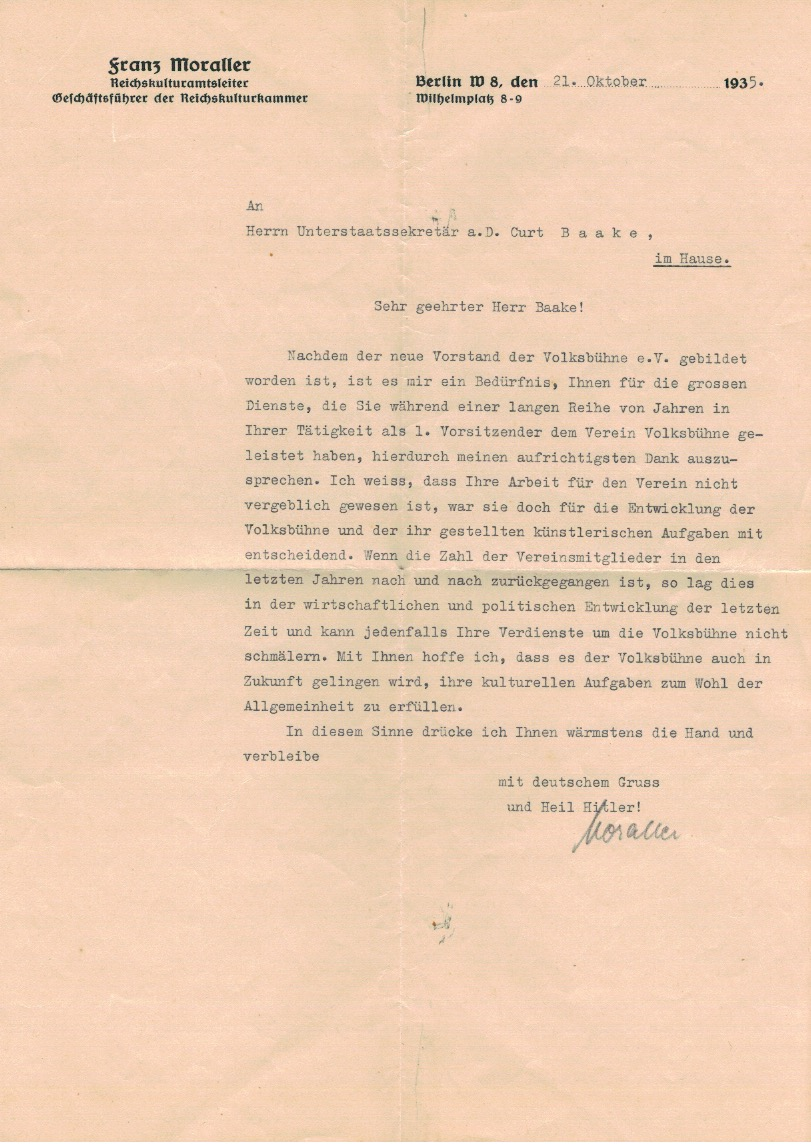
Moraller an Curt Baake

Das Todesjahr wird mit 1938 oder 1940 angegeben. Auf Baakes Grabstein ist der 16. April 1940 als Todestag verzeichnet. Nach den Berliner Adressbüchern wohnte er bis 1934 als „Baake, Curt, Unterstaatssekretär a. D. SW 1, Großbeerenstr. 94“ und als letzten Eintrag 1935 unter der Berufsbezeichnung „Schriftsteller“ mit derselben Anschrift. Zwischen 1936 und 1940 ist er in den Berliner Adressbüchern nicht aufgeführt.

## Werke
- Der diesjährige Parteitag. In: Der Wähler. Organ für die Interessen des gesamten werktätigen Volks. Leipzig 1894. Nr. 69 vom 27. März 1894.
- Fünf Jahre Kulturtheater in der deutschen Nordmark : Beiträge zur Geschichte des Nordmark-Landestheaters / Hrsg. vom Theaterzweckverband Schleswig-Husum mit Beiträgen von Curt Baake u. a. Theaterzweckverband, Husum 1929.
- 10 Jahre Volksbühnenverband – 40 Jahre Berliner Volksbühne ; 19. bis 21. September 1930 in Berlin. Volksbühnen Verlag, Berlin 1930.
- 10 Jahre Chemnitzer Volksbühne. Festschrift zum 10jährigen Bestehen der Volksbühne Chemnitz 1920–1930. Landgraf, Chemnitz 1930. (Reprint: Hrsg. vom Chemnitzer Geschichtsverein mit Unterstützung des Stadtarchivs Chemnitz. Verlag Heimatland Sachsen GmbH, Chemnitz 1991. ISBN 3-910186-01-7) enthält auch einen Beitrag von „Unterstaatssekretär a. D. Curt Baake“